# Secret Enemies
Secret Enemies es una película dramática estadounidense de 1942 dirigida por Benjamin Stoloff y escrita por Raymond L. Schrock. La película está protagonizada por Craig Stevens, Faye Emerson, John Ridgely, Charles Lang, Robert Warwick y Frank Reicher. La película fue estrenada por Warner Bros. el 17 de septiembre de 1942.

## Argumento
En 1941, Henry Bremmer (Frank Reicher), nacido en Alemania, es propietario del Park Hotel en la ciudad de Nueva York. Cuando Japón ataca Pearl Harbor, Bremmer teme que Alemania declare la guerra a Estados Unidos, mientras su esposa está en Alemania convaleciente después de una cirugía. Envía a su abogado, Carl Becker (Craig Stevens), a Washington para organizar su traslado a Estados Unidos, pero ni el Departamento de Estado ni la embajada alemana pueden ayudar.
El chófer de Bremmer sugiere acercarse al Dr. Woodford (Robert Warwick), que tiene conexiones en Alemania; pero Woodford (un nombre falso) es en realidad el líder de una red de espías nazi con base en el hotel (el chofer y varios miembros del personal del hotel también son miembros). Amenaza a la esposa de Bremmer si Bremmer no se une a ellos, pero la llevará a Estados Unidos si lo hace.
Carl tiene la intención de unirse al ejército, pero cuando regresa de Washington a su oficina de Nueva York, su viejo amigo Jim Jackson (Charles Lang) lo visita e intenta persuadir a Carl de que puede servir mejor a su país uniéndose al Departamento de Contraespionaje. A continuación, hablan de la novia de Carl, Paula Fengler (Faye Emerson), una cantante de salón en el Park Hotel. Carl quiere presentarle a Jim, pero Jim está muy ocupado mientras está en Nueva York. Carl tiene la idea de conseguirle a Jim una habitación en el parque. Jim acepta felizmente, ya que él, junto con su amigo John Trent (John Ridgely), forman parte del equipo que investiga la red del Park Hotel.
Pero cuando Jim se registra, los espías lo reconocen por una foto como un agente del gobierno y exigen que Bremmer diga quién es. Para horror de Bremmer, Woodford inmediatamente ordena que maten a Jim. Entregan una radio y, cuando Jim la enciende, un mecanismo oculto enciende sustancias químicas para producir gas venenoso.
La policía declara que la muerte fue un suicidio, pero Carl no les cree. Va a Washington y solicita unirse al Contraespionaje. John inicialmente sospecha que Carl es parte de la red de espías, pero después de un tiempo, decide confiar en él. Cuando matan a otro agente en Nueva York, Carl y John regresan allí para ocuparse del caso.
Carl también vuelve a hablar con Paula y le cuenta sobre su nuevo trabajo. Ella dice: «Me alegro de que no me persigas»; él responde románticamente: «¿Qué te hace pensar que no lo haré?». Pero tan pronto como se queda sola, llama a Woodford para advertirle. Woodford escucha en secreto mientras Carl le dice a Bremmer que ahora saben cómo es el agente alemán (Woodford) y que pronto arrestarán a toda la red.
Bremmer tiene un pabellón de caza en las Adirondacks y Woodford le ordena que vaya allí. Entregan la radio venenosa a la habitación de Carl y John, pero están preparados para el ataque y pronto capturan a Woodford y a otro espía. Sin embargo, después de que Carl le menciona a Paula en qué tren los llevarán a Washington, los agentes nazis lo atacan y los liberan.
Una pista dejada por Bremmer lleva a los agentes de contraespionaje al albergue Adirondack, donde los espías están utilizando la radioafición de Bremmer para ponerse en contacto con un submarino alemán. Más tarde, Carl se entera de que Bremmer también lo ha utilizado, preparando un ataque al submarino. Después de un tiroteo en el que Bremmer recibe un disparo mortal, los agentes del gobierno utilizan gases lacrimógenos y todos los espías supervivientes son capturados excepto Woodford.
Woodford regresa al hotel para recoger a su esposa, Paula. Llega Carl; Woodford saca un arma; Carl lo mata con un arma oculta. Luego le dice a Paula que se la llevará a un «pequeño viaje» y la arresta.

## Reparto
- Craig Stevens como Carl Becker
- Faye Emerson como Paula Fengler
- John Ridgely como el agente John Trent
- Charles Lang como el agente Jim Jackson
- Robert Warwick como Otto Zimmer
- Frank Reicher como Henry Bremmer
- Rex Williams como Hans
- Frank Wilcox como el hombre de contraespionaje
- George Meeker como Rudolph Dietz
- Roland Drew como Fred Blosser
- Addison Richards como el agente jefe CG Travers
- Cliff Clark como el capitán detective Jarrett
- Monte Azul como Hugo Mehl

## Recepción
Según Warner Bros, la película recaudó 235 000 dólares en el país y 96 000 dólares en el extranjero. 